# Andrey Fedoriv
Andrey Fedoriv (russe : Андрей Федорив; né le 11 août 1963 à Lviv, Ukraine) est un ancien athlète soviétique, spécialiste du 200 m.
Après avoir été membre de l'Équipe unifiée à Barcelone, il participe aux Jeux d'Atlanta en tant que Russe.
Quatre fois champion soviétique en salle sur 200 m, il remporte une médaille de bronze aux Championnats d'Europe à Stuttgart en 1986.
Lors des Goodwill Games de 1986, il se classe 11e du 100 m en 10 s 36 et 4e du 200 m en 20 s 53.
Lors de la Coupe du monde des nations d'athlétisme 1992, au sein de l'équipe unifiée, il court le 100 m (7e) et le relais 4 × 100 m (5e).
Il est le père d'Aleksandra Fedoriva.